# Johann August Landvoigt
Johann August Landvoigt est un notaire saxon qui est le librettiste de Johann Sebastian Bach pour sa cantate BWV Anh. 19 destinée à célébrer la nomination de Johann August Ernesti comme nouveau recteur de l'école Saint-Thomas de Leipzig.
Il nait à Leipzig le 10 novembre 1715 et meurt le 16 février 1766 à Marienberg. Fils de jardinier, il est élève de Bach à l'école Saint-Thomas de 1731 à 1737 où il se signale comme flûtiste. Landvoigt devient ensuite avocat à Leipzig puis épouse en 1758, à Marienberg, Sophie Friederike Schlegel, tante du célèbre poète et critique August Wilhelm von Schlegel.